# El protector (pel·lícula de 2002)
El protector (títol original en anglès: Avenging Angelo) és una pel·lícula franco-estatunidenca dirigida per Martyn Burke, estrenada l'any 2002. Va ser l'última pel·lícula de l'actor Anthony Quinn, que va morir poc després. Ha estat doblada al català

## Argument
Després de l'assassinat de Angelo, un important cap de la màfia, de qui era guardaespatlles, Frankie Delano ha de mantenir la promesa que ha fet al seu difunt empresari: protegir Jennifer, la seva filla única, de la venjança dels seus enemics, que han jurat la mort dels seus familiars. Però, educada en una família adoptiva, ho ignora tot de la identitat del seu pare.
En principi desestabilitzada per la nova que li anuncia Frankie, després encoratjada pel descobriment de la seva història personal, Jennifer busca venjar la mort del seu pare amb l'ajuda del seu fidel protector.

## Repartiment
- Sylvester Stallone: Frankie Delano
- Anthony Quinn: Angelo Allieghieri
- Madeleine Stowe: Jennifer Barrett Allieghieri
- Raoul Bova: Marcello/Johnny Carboni

## Crítica
- "Estranya, de vegades intel·ligent (qui ho diria, estant Stallone) i gairebé sempre solvent comèdia (...) el que fa Madeleine Stowe amb un personatge com el seu, una fatxenda de bufetada, és de lliçó magistral."[3]